# روجيرو توماسيلي
روجيرو توماسيلي (بالإنجليزية: Ruggero Tomaselli)‏ (ترينتو 22 أغسطس 1920م، مونزونو، 30مارس 1982م) عالم نباتات إيطالياً. أحضر دراسة علم النبات إلى إيطاليا.

## سيرته الشخصية وأعماله
ولد توماسيلي في ترينتو في 22 أغسطس 1920م. في عام 1943م تخرج من جامعة بافيا في تخصص العلوم الطبيعية، وبدأ حياته الجامعية كمساعد لرئيس قسم الجيولوجيا. وفي عام 1947م تم تعيينه مساعداً لرئيس علم النبات من قبل رافاييل سيفيري (عالم نبات وزراعة وعالم فطريات إيطالي).
وفي عام 1946 م تخصص في علم الخلايا النباتية في جامعة السوربون وفي عام 1948م بدأ العمل في المحطة الدولية لعلوم الأرض في منطقة البحر الأبيض المتوسط وجبال الألب في مونبلييه، وذلك تحت إشراف جوسيس براون بلانكيت، وكان شغوفاً بعلم النبات فكرس نفسه لدراسته. وبعد فوزه بمنحة دراسية في جامعة كانساس، حيث عمل في عام 1952م مع الجغرافي أ.دبليو كوشلر، عاد إلى بافيا وبدأ في دراسة الجغرافيا النباتية لنباتات البحر الأبيض المتوسط. ومن عام 1959م إلى عام 1964م كان محافظاً للحديثة النباتية في جامعة كاتانيا. ومن عام 1964م إلى عام 1982م كان مديراً للمعهد والحديقة النباتية في بافيا.
لذلك يمكننا القول بأن الفضل يعود إلى روجيرو توماسيلي في تقديم دراسات علم النبات في إيطاليا من خلال عمله مقدمة في دراسة علم الاجتماع النباتي، الذي نُشر في ميلانو في عام 1956م. وقد أثر بحثة لسنوات على نشاط معهد علم النبات في جامعة بافيا وذلك في علم النبات الجيولوجي. ولو أردنا الحديث عن مجال رسم الخرائط فقد نُشر في بافيا أول خريطة للنباتات الطبيعية الموجودة في إيطاليا والتي تميزت جنباً إلى جنب مع دراسات أخرى بارزة في مجال علم الاجتماع النباتي، وذلك برئاسة مجموعة الخبراء في رسم خرائط الغطاء النباتي الأوروبي في المجلس الأوروبي. لقد تم استخدام أبحاثه في المجال البيئي والنباتي في إنشاء خريطة مناخية بيولوجية لإيطاليا.
  في عام 1988م اشترى معهد علم النبات في جامعة بافيا رسمياً مجموعته الكبيرة من الكتب ورسم الخرائط ( وتحوي 223 حاوية تحتوي على منشورات متنوعة ، و 420 مجلداً وحوالي 280 ورقة جغرافية نباتية مع ملاحظات أصلية متكررة للمؤلف) من مواضيع مختلفة (الجغرافيا النباتية ، ورسم الخرائط، وعلم البيئة، وفسيولوجيا النبات، وما إلى ذلك).
قام توماسيلي أيضاً ببعض الأعمال التصنيفية في مجال علم الأشنة ، وقد وصفه عالم الأشنات الإيطالي بيير لويجي نيميس بأنه «عالم نبات متميز»، إلا أنه لم ينتج شيء في جانب علم الأشنات.

## وفاته
توفي توماسيلي في 30مارس 1982م في حادث سير أثناء عودته من رحلة عمل مع زملائه سيباستيانو فيليبيلو وماريو ساكي. كجزء من الندوة الدولية السابعة عشر حول علم النبات العرقي في أنتيغوا، حصل توماسيلي بعد وفاته على الجائزة العلمية لعام 2019م.